# Hiroshi Yoshida
Hiroshi Yoshida, född 11 februari 1958 i Shizuoka prefektur, Japan, är en japansk tidigare fotbollsspelare.